# Самойлович Анатолій Григорович
Анатолій Григорович Самойлович (* 1906, Азов — 1981, Чернівці) — український фізик, видатний спеціаліст з теорії твердого тіла, заслужений діяч науки Української РСР (1966).

## Біографія
Народився у місті Азов в родині інженера. Після робітфаку вступив на математичний факультет Московського державного університету, згодом перевівся до Ленінградського університету. Був учнем таких науковців, як Я. І. Френкель і В. О. Фок.
У 1938 р. А. Г. Самойловичу Вищою атестаційною комісією без захисту дисертації було присвоєно вчений ступінь кандидата фізико-математичних наук. 1944 року захистив докторську дисертацію у Московському університеті. 1956 року за запрошенням професора А. Ф. Йоффе почав працювати в Інституті напівпровідників АН СРСР.
З 1962 очолював кафедру теоретичної фізики Чернівецького Університету. Під його керівництвом багато молодих науковців стали кандидатами наук, а його учні А. І. Костирєв, К. Д. Товстюк, М. І. Клінгер, В. М. Ніцович, Л. І. Анатичук, І. В. Даховський, І. С. Буда стали докторами наук. Теоретичні досліди з ділянки магнітних та кінетичних явищ у напівпровідниках. Понад 80 наукових праць.